# 아이 인사이드
아이 인사이드(The I Inside)는 미국에서 제작된 롤란드 수소 리흐터 감독의 2004년 범죄, 미스터리, SF, 스릴러 영화이다. 라이언 필립 등이 주연으로 출연하였고 루디 코엔 등이 제작에 참여하였다.

## 출연

### 주연
- 라이언 필립
- 사라 폴리
- 파이퍼 페라보
- 스티븐 레아

### 조연
- 로버트 숀 레오나드
- 스티븐 랭
- 피터 에건
- 스테판 그레이엄
- 라키 아요라

## 제작진
- 원작자: 마이클 쿠니
- Line PD: 데이비드 볼
- 미술: 알란 스타스키
- 의상: 피온 엘리너
- 배역: 수 존스